# Onkaparinga River
Onkaparinga River är ett vattendrag i Australien. Det ligger i delstaten South Australia, omkring 29 kilometer sydväst om delstatshuvudstaden Adelaide.
Trakten runt Onkaparinga River består till största delen av jordbruksmark. Runt Onkaparinga River är det ganska tätbefolkat, med 54 invånare per kvadratkilometer. Genomsnittlig årsnederbörd är 729 millimeter. Den regnigaste månaden är juni, med i genomsnitt 133 mm nederbörd, och den torraste är december, med 21 mm nederbörd.